# F.-C.-Weiskopf-Preis
Der F.-C.-Weiskopf-Preis war ein seit 1957 von der Akademie der Künste der DDR, seit 1993 von der Akademie der Künste (Berlin) gestifteter Literaturpreis, der unregelmäßig vergeben wurde. Ausgezeichnet wurden Autoren, deren Werk in besonderer Weise „sprachkritisch und sprachreflektierend“ akzentuiert ist. Er ist nach dem deutschsprachigen Schriftsteller Franz Carl Weiskopf (1900–1955) benannt, an dessen Geburtstag er vergeben wird, und ist mit 5.000 Euro dotiert. Nach 2007 ist keine Verleihung mehr nachweisbar.
2024 stiftete die Akademie der Künste den neuen Weiskopf-Wedding-Preis als Nachfolger der früheren F.-C.-Weiskopf- und Alex-Wedding-Preise. Er wird weiterhin „für sprachkritische und sprachreflektierende Werke verliehen oder für Kinder- und Jugendbücher“. Er ist mit 5.000 Euro dotiert.

## Preisträger F.-C.-Weiskopf-Preis (Auswahl)
- 1957: Ernst Stein
- 1958: Stephan Hermlin
- 1959: Redaktionskollegium „Sprachpflege“
- 1960: Victor Klemperer (postum)
- 1961: VEB Bibliographisches Institut Leipzig „Dudenredaktion“
- 1963: Elise Riesel
- 1964: Rudolf Schaller
- 1965: Peter Hacks
- 1967: Johannes Bobrowski (postum)
- 1968: Annemarie Auer
- 1969: Georg Möller
- 1970: Eva Schumann
- 1972: Georg Maurer (postum)
- 1974: Wilhelm Schmidt
- 1975: Thomas Reschke
- 1977: Eduard Zak
- 1979: Mitarbeiter des Reclam-Verlages, Leipzig
- 1981: Ernst Schwarz
- 1983: Rainer Kirsch
- 1985: Günter Caspar
- 1987: Werner Creutziger
- 1989: Armin Zeißler
- 1991: Bert Papenfuß-Gorek und Thomas Rosenlöcher
- 1997: Detlef Opitz
- 1999: Elke Erb
- 2001: Paul Wühr
- 2004: Thomas Kunst
- 2007: Richard Anders

## Preisträger Weiskopf-Wedding-Preis
- 2024: Sonja vom Brocke